# Leonard Peterson
Carl Johan Leonard Peterson (ur. 30 października 1885 w Sztokholmie, zm. 15 kwietnia 1956 tamże) – szwedzki gimnastyk, członek szwedzkiej drużyny olimpijskiej w 1908 i złoty medalista z tej edycji igrzysk.